# Kōstas Tsimikas
Kōstas Tsimikas (in greco Κώστας Τσιμίκας?; Salonicco, 12 maggio 1996) è un calciatore greco, difensore del Liverpool e della nazionale greca.

## Caratteristiche tecniche
È terzino sinistro, rapido e abile nei cross.

## Carriera

### Giocatore

#### Club
Nativo di Salonicco, milita dapprima nelle giovanili del Neapoli Salonicco e poi nel Panserraïkos, con cui esordisce in Gamma Ethniki nel 2013-2014, stagione in cui realizza 5 reti in campionato.
Prelevato dall'Olympiacos nel 2015, esordisce nella Souper Ligka Ellada, la massima serie ellenica, il 19 dicembre dello stesso anno, contro l'Kallonī. Raccoglierà solo 3 presenze stagionali nell'annata conclusasi con la vittoria del campionato.
Il 28 dicembre 2016, dopo aver collezionato una sola presenza in campionato in stagione con la compagine del Pireo, viene ceduto in prestito annuale al club danese dell'Esbjerg, Il 17 febbraio 2017 segna all'esordio, nella partita vinta per 3-0 contro il SønderjyskE. Con la formazione danese colleziona 13 presenze e 2 reti tra campionato e coppa nazionale. Rientrato all'Olympiakos, viene subito girato in prestito annuale agli olandesi del Willem II. Gioca da titolare 32 delle 34 partite della Eredivisie 2017-2018, segnando 3 gol.
Tornato all'Olympiakos nell'estate del 2018, trova maggiore spazio in squadra nel 2018-2019, annata in cui esordisce pure in UEFA Europa League, malgrado la concorrenza di Leonardo Koutrīs. Rinnovato il contratto fino al 2023, nel 2019-2020 è punto fermo della squadra, che vince campionato e Coppa di Grecia, arrivando a totalizzare ben 46 presenze stagionali e mostrando le sue doti anche in UEFA Champions League
Il 10 agosto 2020, Tsimikas viene acquistato dal Liverpool, in Premier League, per 13 milioni di euro. Il 14 maggio 2022, dopo essere subentrato nei tempi supplementari della finale di FA Cup contro il Chelsea, segna il rigore decisivo per la vittoria dei Reds nella serie conclusiva, terminata con il punteggio di 6-5. Nella stessa annata si aggiudica anche la Coppa di Lega inglese e all'inizio della stagione 2022-2023 la Supercoppa d'Inghilterra.
Il 23 dicembre 2023, durante un incontro di campionato contro l'Arsenal, Tsimikas subisce una frattura della clavicola in seguito a uno scontro di gioco fortuito con Bukayo Saka, rimanendo così costretto a un lungo periodo lontano dal campo.

#### Nazionale
Ha esordito con la nazionale greca il 12 ottobre 2018 nella partita di UEFA Nations League vinta per 1-0 ad Atene contro l'Ungheria.

## Statistiche

### Presenze e reti nei club
Statistiche aggiornate al 16 agosto 2025
| Stagione          | Squadra           | Campionato        | Campionato | Campionato | Coppe nazionali | Coppe nazionali | Coppe nazionali | Coppe continentali | Coppe continentali | Coppe continentali | Altre coppe | Altre coppe | Altre coppe | Totale | Totale |
| Stagione          | Squadra           | Comp              | Pres       | Reti       | Comp            | Pres            | Reti            | Comp               | Pres               | Reti               | Comp        | Pres        | Reti        | Pres   | Reti   |
| ----------------- | ----------------- | ----------------- | ---------- | ---------- | --------------- | --------------- | --------------- | ------------------ | ------------------ | ------------------ | ----------- | ----------- | ----------- | ------ | ------ |
| 2015-2016         | Olympiacos        | SL                | 3          | 0          | CG              | 6               | 0               | UCL+UEL            | 0                  | 0                  | -           | -           | -           | 9      | 0      |
| 2016-gen. 2017    | Olympiacos        | SL                | 1          | 0          | CG              | 2               | 0               | UCL+UEL            | 0                  | 0                  | -           | -           | -           | 3      | 0      |
| gen.-giu. 2017    | Esbjerg           | SL                | 5+8        | 1+1        | CD              | -               | -               | -                  | -                  | -                  | -           | -           | -           | 13     | 2      |
| 2017-2018         | Willem II         | ED                | 33         | 3          | CO              | 4               | 3               | -                  | -                  | -                  | -           | -           | -           | 37     | 6      |
| 2018-2019         | Olympiacos        | SL                | 15         | 0          | CG              | 4               | 0               | UEL                | 9                  | 0                  | -           | -           | -           | 28     | 0      |
| 2019-2020         | Olympiacos        | SL                | 20+7       | 0          | CG              | 3               | 0               | UCL+UEL            | 12+4               | 0                  | -           | -           | -           | 46     | 0      |
| Totale Olympiakos | Totale Olympiakos | Totale Olympiakos | 39+7       | 0          |                 | 15              | 0               |                    | 25                 | 0                  |             | -           | -           | 86     | 0      |
| 2020-2021         | Liverpool         | PL                | 2          | 0          | FACup+CdL       | 0+1             | 0               | UCL                | 4                  | 0                  | CS          | 0           | 0           | 7      | 0      |
| 2021-2022         | Liverpool         | PL                | 13         | 0          | FACup+CdL       | 5+3             | 0               | UCL                | 5                  | 0                  | CS          | 0           | 0           | 26     | 0      |
| 2022-2023         | Liverpool         | PL                | 20         | 0          | FACup+CdL       | 1+1             | 0               | UCL                | 6                  | 0                  | CS          | 0           | 0           | 28     | 0      |
| 2023-2024         | Liverpool         | PL                | 13         | 0          | FACup+CdL       | 2+4             | 0+0             | UEL                | 6                  | 0                  |             | -           | -           | 25     | 0      |
| 2024-2025         | Liverpool         | PL                | 18         | 0          | FACup+CdL       | 2+3             | 0+0             | UCL                | 6                  | 0                  | -           | -           | -           | 29     | 0      |
| 2025-2026         | Liverpool         | PL                | 0          | 0          | FACup+CdL       | 0+0             | -               | UCL                | 0                  | 0                  | CS          | 0           | 0           | 0      | 0      |
| Totale Liverpool  | Totale Liverpool  | Totale Liverpool  | 66         | 0          |                 | 22              | 0               |                    | 27                 | 0                  |             | 0           | 0           | 115    | 0      |
| Totale carriera   | Totale carriera   | Totale carriera   | 158        | 5          |                 | 41              | 3               |                    | 52                 | 0                  |             | 0           | 0           | 251    | 8      |

### Cronologia presenze e reti in nazionale
| Cronologia completa delle presenze e delle reti in nazionale ― Grecia | Cronologia completa delle presenze e delle reti in nazionale ― Grecia | Cronologia completa delle presenze e delle reti in nazionale ― Grecia | Cronologia completa delle presenze e delle reti in nazionale ― Grecia | Cronologia completa delle presenze e delle reti in nazionale ― Grecia | Cronologia completa delle presenze e delle reti in nazionale ― Grecia | Cronologia completa delle presenze e delle reti in nazionale ― Grecia | Cronologia completa delle presenze e delle reti in nazionale ― Grecia |
| Data                                                                  | Città                                                                 | In casa                                                               | Risultato                                                             | Ospiti                                                                | Competizione                                                          | Reti                                                                  | Note                                                                  |
| --------------------------------------------------------------------- | --------------------------------------------------------------------- | --------------------------------------------------------------------- | --------------------------------------------------------------------- | --------------------------------------------------------------------- | --------------------------------------------------------------------- | --------------------------------------------------------------------- | --------------------------------------------------------------------- |
| 12-10-2018                                                            | Atene                                                                 | Grecia                                                                | 1 – 0                                                                 | Ungheria                                                              | UEFA Nations League 2018-2019 - 1º turno                              | -                                                                     |                                                                       |
| 15-10-2018                                                            | Helsinki                                                              | Finlandia                                                             | 2 – 0                                                                 | Grecia                                                                | UEFA Nations League 2018-2019 - 1º turno                              | -                                                                     |                                                                       |
| 8-9-2019                                                              | Amarousio                                                             | Grecia                                                                | 1 – 1                                                                 | Liechtenstein                                                         | Qual. Euro 2020                                                       | -                                                                     |                                                                       |
| 11-11-2020                                                            | Atene                                                                 | Grecia                                                                | 2 – 1                                                                 | Cipro                                                                 | Amichevole                                                            | -                                                                     | 46’                                                                   |
| 15-11-2020                                                            | Chișinău                                                              | Moldavia                                                              | 0 – 2                                                                 | Grecia                                                                | UEFA Nations League 2020-2021 - 1º turno                              | -                                                                     | 62’                                                                   |
| 18-11-2020                                                            | Atene                                                                 | Grecia                                                                | 0 – 0                                                                 | Slovenia                                                              | UEFA Nations League 2020-2021 - 1º turno                              | -                                                                     | 90’                                                                   |
| 25-3-2021                                                             | Granada                                                               | Spagna                                                                | 1 – 1                                                                 | Grecia                                                                | Qual. Mondiali 2022                                                   | -                                                                     | 80’                                                                   |
| 3-6-2021                                                              | Bruxelles                                                             | Belgio                                                                | 1 – 1                                                                 | Grecia                                                                | Amichevole                                                            | -                                                                     | 59’                                                                   |
| 6-6-2021                                                              | Malaga                                                                | Norvegia                                                              | 1 – 2                                                                 | Grecia                                                                | Amichevole                                                            | -                                                                     |                                                                       |
| 1-9-2021                                                              | Basilea                                                               | Svizzera                                                              | 2 – 1                                                                 | Grecia                                                                | Amichevole                                                            | -                                                                     | 65’                                                                   |
| 5-9-2021                                                              | Pristina                                                              | Kosovo                                                                | 1 – 1                                                                 | Grecia                                                                | Qual. Mondiali 2022                                                   | -                                                                     | 88’                                                                   |
| 8-9-2021                                                              | Atene                                                                 | Grecia                                                                | 2 – 1                                                                 | Svezia                                                                | Qual. Mondiali 2022                                                   | -                                                                     |                                                                       |
| 9-10-2021                                                             | Batumi                                                                | Georgia                                                               | 0 – 2                                                                 | Grecia                                                                | Qual. Mondiali 2022                                                   | -                                                                     |                                                                       |
| 12-10-2021                                                            | Solna                                                                 | Svezia                                                                | 2 – 0                                                                 | Grecia                                                                | Qual. Mondiali 2022                                                   | -                                                                     |                                                                       |
| 11-11-2021                                                            | Atene                                                                 | Grecia                                                                | 0 – 1                                                                 | Spagna                                                                | Qual. Mondiali 2022                                                   | -                                                                     | 56’                                                                   |
| 14-11-2021                                                            | Amarousio                                                             | Grecia                                                                | 1 – 1                                                                 | Kosovo                                                                | Qual. Mondiali 2022                                                   | -                                                                     |                                                                       |
| 25-3-2022                                                             | Bucarest                                                              | Romania                                                               | 0 – 1                                                                 | Grecia                                                                | Amichevole                                                            | -                                                                     |                                                                       |
| 28-3-2022                                                             | Podgorica                                                             | Montenegro                                                            | 1 – 0                                                                 | Grecia                                                                | Amichevole                                                            | -                                                                     |                                                                       |
| 2-6-2022                                                              | Belfast                                                               | Irlanda del Nord                                                      | 0 – 1                                                                 | Grecia                                                                | UEFA Nations League 2022-2023 - 1º turno                              | -                                                                     |                                                                       |
| 5-6-2022                                                              | Pristina                                                              | Kosovo                                                                | 0 – 1                                                                 | Grecia                                                                | UEFA Nations League 2022-2023 - 1º turno                              | -                                                                     |                                                                       |
| 9-6-2022                                                              | Volo                                                                  | Grecia                                                                | 3 – 0                                                                 | Cipro                                                                 | UEFA Nations League 2022-2023 - 1º turno                              | -                                                                     |                                                                       |
| 12-6-2022                                                             | Volo                                                                  | Grecia                                                                | 2 – 0                                                                 | Kosovo                                                                | UEFA Nations League 2022-2023 - 1º turno                              | -                                                                     |                                                                       |
| 24-9-2022                                                             | Larnaca                                                               | Cipro                                                                 | 1 – 0                                                                 | Grecia                                                                | UEFA Nations League 2022-2023 - 1º turno                              | -                                                                     |                                                                       |
| 27-9-2022                                                             | Atene                                                                 | Grecia                                                                | 3 – 1                                                                 | Irlanda del Nord                                                      | UEFA Nations League 2022-2023 - 1º turno                              | -                                                                     |                                                                       |
| 24-3-2023                                                             | Faro                                                                  | Gibilterra                                                            | 0 – 3                                                                 | Grecia                                                                | Qual. Euro 2024                                                       | -                                                                     | 71’ 86’                                                               |
| 27-3-2023                                                             | Atene                                                                 | Grecia                                                                | 0 – 0                                                                 | Lituania                                                              | Amichevole                                                            | -                                                                     | 24’                                                                   |
| 16-6-2023                                                             | Atene                                                                 | Grecia                                                                | 2 – 1                                                                 | Irlanda                                                               | Qual. Euro 2024                                                       | -                                                                     |                                                                       |
| 19-6-2023                                                             | Saint-Denis                                                           | Francia                                                               | 1 – 0                                                                 | Grecia                                                                | Qual. Euro 2024                                                       | -                                                                     |                                                                       |
| 7-9-2023                                                              | Eindhoven                                                             | Paesi Bassi                                                           | 3 – 0                                                                 | Grecia                                                                | Qual. Euro 2024                                                       | -                                                                     | 44’                                                                   |
| 13-10-2023                                                            | Dublino                                                               | Irlanda                                                               | 0 – 2                                                                 | Grecia                                                                | Qual. Euro 2024                                                       | -                                                                     |                                                                       |
| 16-10-2023                                                            | Atene                                                                 | Grecia                                                                | 0 – 1                                                                 | Paesi Bassi                                                           | Qual. Euro 2024                                                       | -                                                                     |                                                                       |
| 17-11-2023                                                            | Atene                                                                 | Grecia                                                                | 2 – 0                                                                 | Nuova Zelanda                                                         | Amichevole                                                            | -                                                                     |                                                                       |
| 21-3-2024                                                             | Atene                                                                 | Grecia                                                                | 5 – 0                                                                 | Kazakistan                                                            | Qual. Euro 2024                                                       | -                                                                     |                                                                       |
| 26-3-2024                                                             | Tbilisi                                                               | Georgia                                                               | 0 – 0 dts (4 – 2 dtr)                                                 | Grecia                                                                | Qual. Euro 2024                                                       | -                                                                     |                                                                       |
| 7-9-2024                                                              | Il Pireo                                                              | Grecia                                                                | 3 – 0                                                                 | Finlandia                                                             | UEFA Nations League 2024-2025 - 1º turno                              | -                                                                     |                                                                       |
| 10-9-2024                                                             | Dublino                                                               | Irlanda                                                               | 0 – 2                                                                 | Grecia                                                                | UEFA Nations League 2024-2025 - 1º turno                              | -                                                                     | 58’                                                                   |
| 13-10-2024                                                            | Atene                                                                 | Grecia                                                                | 2 – 0                                                                 | Irlanda                                                               | UEFA Nations League 2024-2025 - 1º turno                              | -                                                                     | 82’                                                                   |
| 14-11-2024                                                            | Amarousio                                                             | Grecia                                                                | 0 – 3                                                                 | Inghilterra                                                           | UEFA Nations League 2024-2025 - 1º turno                              | -                                                                     | 56’                                                                   |
| 17-11-2024                                                            | Helsinki                                                              | Finlandia                                                             | 0 – 2                                                                 | Grecia                                                                | UEFA Nations League 2024-2025 - 1º turno                              | -                                                                     |                                                                       |
| 20-3-2025                                                             | Il Pireo                                                              | Grecia                                                                | 0 – 1                                                                 | Scozia                                                                | UEFA Nations League 2024-2025 - Play-out                              | -                                                                     |                                                                       |
| 10-6-2025                                                             | Heraklion                                                             | Grecia                                                                | 4 – 0                                                                 | Bulgaria                                                              | Amichevole                                                            | -                                                                     |                                                                       |
| Totale                                                                |                                                                       | Presenze                                                              | 41                                                                    |                                                                       | Reti                                                                  | 0                                                                     |                                                                       |

## Palmarès

### Club

#### Competizioni nazionali
- Campionato greco: 2

Olympiakos: 2015-2016, 2019-2020
- Campionato inglese: 1

Liverpool: 2024-2025
- Coppa di Lega inglese: 2

Liverpool: 2021-2022, 2023-2024
- Coppa d'Inghilterra: 1

Liverpool: 2021-2022
- Community Shield: 1

Liverpool: 2022

### Individuale
- Calciatore greco dell'anno: 1

2020